# الساندرو دی رنزو
الساندرو دی رنزو (انگلیسی: Alessandro Di Renzo؛ زادهٔ ۲۲ سپتامبر ۲۰۰۰) بازیکن فوتبال اهل ایتالیا است.